# Allocetraria
Allocetraria Kurok. & M.J. Lai (koralinka) – rodzaj grzybów z rodziny tarczownicowatych (Parmeliaceae). Ze względu na współżycie z glonami zaliczany jest do grupy porostów. W Polsce występuje jeden gatunek.
W klasyfikacji Index Fungorum w 2022 r. rodzaj ten jest synonimem rodzaju Cetraria.

## Systematyka i nazewnictwo
Pozycja w klasyfikacji według Index Fungorum: Parmeliaceae, Lecanorales, Lecanoromycetidae, Lecanoromycetes, Pezizomycotina, Ascomycota, Fungi.
Synonimy nazwy naukowej: Usnocetraria M.J. Lai & J.C. We.
Nazwa polska według W. Fałtynowicza.

## Niektóre gatunki
- Allocetraria madreporiformis (Ach.) Kärnefelt & A. Thell 1996 – koralinka rozgałęziona
- Allocetraria stracheyi (C. Bab.) Kurok. & M.J. Lai 1991

Nazwy naukowe na podstawie Index Fungorum. Nazwy polskie według checklist Fałtynowicza.